# 命运之恋
《命运之恋》，又译《朋友》（日語：フレンズ），是2002年日本東京放送（TBS）和韩国文化放送（MBC）合作拍攝及播放的特輯電視劇，亦是首部日韓雙方合拍的電視劇。深田恭子、元斌、矢田亞希子、小澤征悅、李東健、韓惠軫主演。台灣方面，播映權由中視首先取得。
本劇分為两集，第一集於日本和香港拍摄，第二集則於韩国拍摄。第一集原定於紐約取景，但由於發生911事件，於是轉移至香港取景。

## 剧情概述
一个由最奇妙的邂逅而展开的浪漫爱情故事——女主角浅井智子（深田恭子饰）在前往香港遊玩时手提包被搶走，错认男主角金智勋（元斌饰）为歹徒。两人因这次误会而结识。虽然语言不通，但是在异地相处一段时间后，两人之间的情愫已开始悄悄滋长。在各自回国追求自我理想的日子里，他们通过电子邮件开始了进一步的交往，浪漫而充满力量的爱情的藤曼在两上迥异的国土间滋生蔓延、一发不可收拾......

## 外部連結
- MBC官方網頁（页面存档备份，存于）

| MBC 特輯電視劇               | MBC 特輯電視劇                             | MBC 特輯電視劇 |
| ---------------------------- | ------------------------------------------ | -------------- |
|                              | 命運之戀 （2002年2月15日 - 2002年2月16日） |                |
| 家和萬事興 （2002年2月13日） | 加里峰悲歌 （2002年3月17日）               |                |